# Lisa Miskovsky
Lisa Miskovsky (født 9. marts 1975 i Holmsund, Sverige) er en svensk singer-songwriter.
Hun udgav sit debutalbum Lisa Miskovsky i 2001, og har fra starten haft stor kommerciel succes. Foruden at skrive sange til sig selv, skriver hun også til andre artister, bl.a. skrev hun hittet "Shape of Your Heart" til Backstreet Boys.
Det andet album Fallingwater fra 2003 indeholdte bl.a. singlerne "Lady Stardust" og "Sing To Me", der var store hits i både Sverige og Danmark.
I 2008 udgav DICE action/adventurespillet Mirror's Edge hvortil Lisa Miskovsky har indspillet nummeret "Still Alive", der er spillets temasang.
Miskovsky er også meget sportsinteresseret. Hun har således været en del af Sveriges snowboardlandshold, og er desuden vældig interesseret i ishockey og surfing.

## Diskografi

### Studiealbummer
- 2001 – Lisa Miskovsky (relanceret 2004, indeholdende seks ekstranumre)
- 2003 – Fallingwater
- 2006 – Changes
- 2010 – Violent Sky
- 2013 - Umeå

### Singler
- 2001 – "Driving One of Your Cars"
- 2001 – "What If"
- 2002 – "Quietly"
- 2003 – "Alright (Med The Lost Patrol) (Burning Heart Records)
- 2003 – "Lady Stardust"
- 2004 – "Sing to Me"
- 2004 – "A Brand New Day"
- 2006 – "Mary"
- 2006 – "Sweet Misery"
- 2006 – "Acceptable Losses"
- 2008 – "Still Alive"
- 2010 – "Lover"
- 2011 – "Got a Friend"
- 2012 – "Why Start a Fire"